# قروة
قروة (حومة أبهر) (بالفارسية: قروه) هي قرية تقع في إيران في زنجان. يقدر عدد سكانها بـ 2,772 نسمة .